# La Houblonnière
Pour les articles homonymes, voir Houblonnière.
La Houblonnière est une commune française, située dans le département du Calvados en région Normandie.

## Géographie

### Localisation
La Houblonnière est un village normand situé à 10 km à vol d'oiseau à l'ouest de Lisieux, 14 km au nord de Livarot-Pays-d'Auge, 35 km à l'est de Caen, 24 km au sud-est de Cabourg et du littoral de la Manche et 20 km au sud de Pont-l'Évêque.
La commune est définie par l'IGN comme constituant le centre de la nouvelle région Normandie.
Elle se trouve dans l'aire d'attraction de Lisieux, ainsi que dans la zone d'emploi et dans le bassin de vie de cette ville

### Communes limitrophes
Les communes limitrophes sont  Cambremer (d), Cambremer, La Boissière, Le Pré-d'Auge, Les Monceaux, Mézidon Vallée d'Auge et Saint-Ouen-le-Pin.
| Cambremer          | Saint-Ouen-le-Pin, Le Pré-d'Auge | La Boissière               |
| Cambremer          | La Houblonnière                  | La Boissière, Les Monceaux |
| Monteille, Lécaude | Lécaude                          | Les Monceaux               |

### Géologie et relief
La superficie de la commune est de 7,10 km2 ; son altitude varie de 35  à   163 mètres.

### Hydrographie
La commune est située dans le bassin Seine-Normandie. Elle est drainée par l'Algot, le fossé 01 de la Petite Justice, le fossé 01 du Lieu Calars, le ruisseau du Cotis Durand, le ruisseau du Coupe-Gorge, le Foulebec et un autre petit cours d'eau,.
L'Algot, d'une longueur de 13 km, prend sa source dans la commune de La Boissière, s'écoule d'est en ouest sur le territoire communal et se jette  dans la Vie à Belle Vie en Auge, après avoir traversé sept communes. 

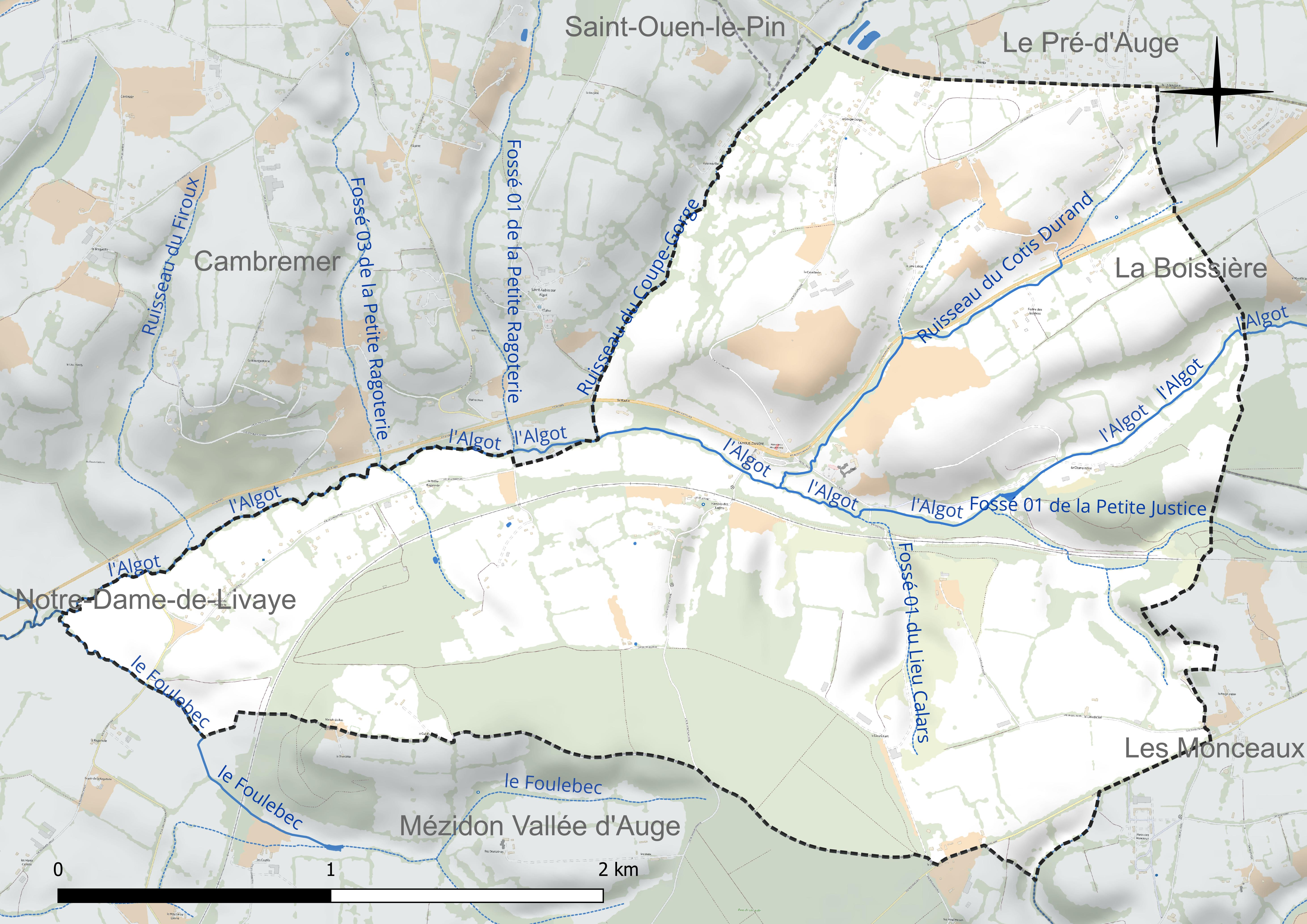
Réseau hydrographique de La Houblonnière.

### Climat
Pour des articles plus généraux, voir Climat de la Normandie et Climat du Calvados.
En 2010, le climat de la commune est de type climat océanique franc, selon une étude du CNRS s'appuyant sur une série de données couvrant la période 1971-2000. En 2020, Météo-France publie une typologie des climats de la France métropolitaine dans laquelle la commune est exposée à un climat océanique et est dans la région climatique Normandie (Cotentin, Orne), caractérisée par une pluviométrie relativement élevée (850 mm/a) et un été frais (15,5 °C) et venté. Parallèlement le GIEC normand, un groupe régional d'experts sur le climat, différencie quant à lui, dans une étude de 2020, trois grands types de climats pour la région Normandie, nuancés à une échelle plus fine par les facteurs géographiques locaux. La commune est, selon ce zonage, exposée à un « climat contrasté des collines », correspondant au Pays d'Auge, Lieuvin et Roumois, moins directement soumis aux flux océaniques et connaissant toutefois des précipitations assez marquées en raison des reliefs collinaires qui favorisent leur formation.
Pour la période 1971-2000, la température annuelle moyenne est de 10,4 °C, avec  une amplitude thermique annuelle de 12,9 °C. Le cumul annuel moyen de précipitations est de 821 mm, avec 13 jours de précipitations en janvier et 8 jours en juillet. Pour la période 1991-2020, la température moyenne annuelle observée sur la station météorologique la plus proche, située sur la commune de Lisieux à 9 km à vol d'oiseau, est de 11,7 °C et le cumul annuel moyen de précipitations est de 881,4 mm,. Pour l'avenir, les paramètres climatiques de la commune estimés pour 2050 selon différents scénarios d'émission de gaz à effet de serre sont consultables sur un site dédié publié par Météo-France en novembre 2022.

### Milieux naturels et biodiversité
L'inventaire des zones naturelles d'intérêt écologique, faunistique et floristique (ZNIEFF) a pour objectif de réaliser une couverture des zones les plus intéressantes sur le plan écologique, essentiellement dans la perspective d'améliorer la connaissance du patrimoine naturel national et de fournir aux différents décideurs un outil d'aide à la prise en compte de l'environnement dans l'aménagement du territoire.
Une ZNIEFF de type 2 est recensée sur la commune, celle de L'Algot et ses affluents.

## Urbanisme

### Typologie
Au 1er janvier 2024, La Houblonnière est catégorisée commune rurale à habitat dispersé, selon la nouvelle grille communale de densité à 7 niveaux définie par l'Insee en 2022.
Elle est située hors unité urbaine. Par ailleurs la commune fait partie de l'aire d'attraction de Lisieux, dont elle est une commune de la couronne,. Cette aire, qui regroupe 57 communes, est catégorisée dans les aires de 50 000 à moins de 200 000 habitants,.

### Occupation des sols

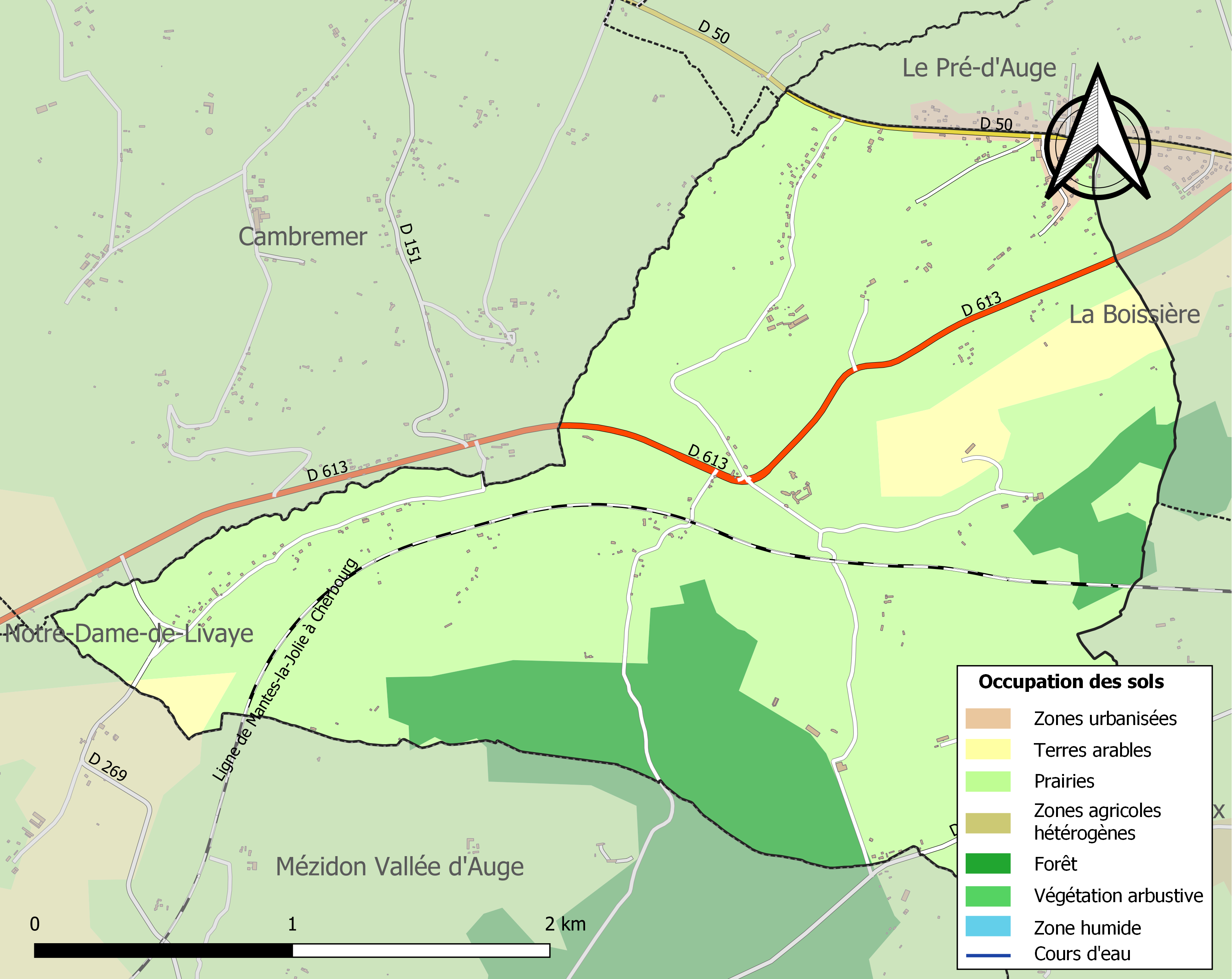
Carte des infrastructures et de l'occupation des sols de la commune en 2018 (CLC).

L'occupation des sols de la commune, telle qu'elle ressort de la base de données européenne d'occupation biophysique des sols Corine Land Cover (CLC), est marquée par l'importance des territoires agricoles (84,8 % en 2018), une proportion identique à celle de 1990 (84,8 %). La répartition détaillée en 2018 est la suivante : 
prairies (79,5 %), forêts (14,5 %), terres arables (5,2 %), zones urbanisées (0,7 %), zones agricoles hétérogènes (0,1 %).
L'évolution de l'occupation des sols de la commune et de ses infrastructures peut être observée sur les différentes représentations cartographiques du territoire : la carte de Cassini (XVIIIe siècle), la carte d'état-major (1820-1866) et les cartes ou photos aériennes de l'IGN pour la période actuelle (1950 à aujourd'hui).

### Habitat et logement
En 2020, le nombre total de logements dans la commune était de 137, alors qu'il était de 135 en 2015 et de 123 en 2010.
Parmi ces logements, 86,8 % étaient des résidences principales, 10,3 % des résidences secondaires et 2,9 % des logements vacants. Ces logements étaient pour 97,8 % d'entre eux des maisons individuelles et pour 1,5 % des appartements.
Le tableau ci-dessous présente la typologie des logements à la La Houblonnière en 2020 en comparaison avec celle du Calvados et de la France entière. Une caractéristique marquante du parc de logements est ainsi une proportion de résidences secondaires et logements occasionnels (10,3 %) inférieure à celle du département (17,9 %) mais supérieure à celle de la France entière (9,7 %).
| Typologie                                               | La Houblonnière | Calvados | France entière |
| ------------------------------------------------------- | --------------- | -------- | -------------- |
| Résidences principales (en %)                           | 86,8            | 75,3     | 82,1           |
| Résidences secondaires et logements occasionnels (en %) | 10,3            | 17,9     | 9,7            |
| Logements vacants (en %)                                | 2,9             | 6,8      | 8,2            |

### Voies de communication et transports
La Houblonnière est desservie par l'ancienne route nationale 13 (actuelle RD 613) qui la relie à Lisieux et Caen.
La commune est traversée par la ligne de Mantes-la-Jolie à Cherbourg, mais la gare de La Houblonnière est fermée de longue date. La station de chemin de fer la plus proche est la gare de Lisieux, desservie  par des trains TER Normandie qui effectuent des missions sur les relations de Paris-Saint-Lazare à Cherbourg, de Paris-Saint-Lazare à Caen et de Paris-Saint-Lazare à Trouville - Deauville.

## Toponymie
Le nom de la localité, attesté sous la forme Hublonneria en 1164 est bien entendu une « houblonnière », c'est-à-dire une « plantation de houblon ».

## Politique et administration

### Rattachements administratifs et électoraux

#### Rattachements administratifs
La commune se trouve dans l'arrondissement de Lisieux du département du Calvados.
Elle faisait partie entre 1801 et 1993. du canton de Lisieux-2, année où elle est rattachée au canton de Lisieux-3. Dans le cadre du redécoupage cantonal de 2014 en France, cette circonscription administrative territoriale a disparu, et le canton n'est plus qu'une circonscription électorale.

#### Rattachements électoraux
Pour les élections départementales, la commune fait partie depuis 2014 du canton de Mézidon Vallée d'Auge.
Pour l'élection des députés, elle fait partie de la troisième circonscription du Calvados.

### Intercommunalité
La Houblonnière était membre de la communauté de communes Lisieux Pays d'Auge, un établissement public de coopération intercommunale (EPCI) à fiscalité propre créé fin 2002 et auquel la commune avait transféré un certain nombre de ses compétences, dans les conditions déterminées par le code général des collectivités territoriales.
Conformément aux prescriptions de la loi de réforme des collectivités territoriales du 16 décembre 2010, qui a prévu le renforcement et la simplification des intercommunalités et la constitution de structures intercommunales de grande taille, celle-ci fusionne avec sa voisine pour former, le 1er janvier 2013, la communauté de communes dénommée Lintercom Lisieux - Pays d'Auge - Normandie.
Une seconde fusion intervient dans le cadre des dispositions de la loi portant nouvelle organisation territoriale de la République du 7 août 2015, qui prévoit que les établissements publics de coopération intercommunale (EPCI) à fiscalité propre doivent avoir un minimum de 15 000 habitants, cette intercommunalité a fusionné avec ses voisines  pour former, le 1er janvier 2017, la communauté d'agglomération Lisieux Normandie, dont est désormais membre la commune.

### Administration municipale
Compte tenu de la population de la commune, son conseil municipal est composé de onze membres dont le maire et ses adjoints.

### Liste des maires
| Période                                  | Période                       | Identité            | Étiquette | Qualité                                               |
| ---------------------------------------- | ----------------------------- | ------------------- | --------- | ----------------------------------------------------- |
| Les données manquantes sont à compléter. |                               |                     |           |                                                       |
|                                          |                               |                     |           |                                                       |
| mars 1983                                | mars 2001                     | Lucien Legrand      |           | Agriculteur retraité                                  |
| mars 2001                                | mars 2008                     | Gérard Grison       |           | Retraité du bâtiment                                  |
| mars 2008                                | octobre 2011                  | Michel Dzierwa      | SE        | Retraité formateur dans le transport Mort en fonction |
| novembre 2011                            | mars 2014                     | Christian Sauvé     | SE        | Tourneur                                              |
| mars 2014                                | En cours                      | Michel Bretteville, | SE        | Cadre commercial retraité Démisssionnaire             |
| mai 2023                                 | En cours (au 31 janvier 2024) | Éric Rihouey        |           | Chef d'entreprise                                     |

### Jumelage
- Mittelschaeffolsheim  (France) depuis 2000[35].

## Démographie
L'évolution du nombre d'habitants est connue à travers les recensements de la population effectués dans la commune depuis 1793. Pour les communes de moins de 10 000 habitants, une enquête de recensement portant sur toute la population est réalisée tous les cinq ans, les populations de référence des années intermédiaires étant quant à elles estimées par interpolation ou extrapolation. Pour la commune, le premier recensement exhaustif entrant dans le cadre du nouveau dispositif a été réalisé en 2008.

En 2022, la commune comptait 325 habitants, en évolution de −0,91 % par rapport à 2016 (Calvados : +1,58 %, France hors Mayotte : +2,11 %).
| 1793 | 1800 | 1806 | 1821 | 1831 | 1836 | 1841 | 1846 | 1851 |
| ---- | ---- | ---- | ---- | ---- | ---- | ---- | ---- | ---- |
| 292  | 311  | 370  | 322  | 315  | 293  | 310  | 283  | 251  |

| 1856 | 1861 | 1866 | 1872 | 1876 | 1881 | 1886 | 1891 | 1896 |
| ---- | ---- | ---- | ---- | ---- | ---- | ---- | ---- | ---- |
| 241  | 279  | 258  | 259  | 236  | 210  | 247  | 250  | 232  |

| 1901 | 1906 | 1911 | 1921 | 1926 | 1931 | 1936 | 1946 | 1954 |
| ---- | ---- | ---- | ---- | ---- | ---- | ---- | ---- | ---- |
| 173  | 184  | 160  | 173  | 173  | 150  | 166  | 156  | 173  |

| 1962 | 1968 | 1975 | 1982 | 1990 | 1999 | 2006 | 2008 | 2013 |
| ---- | ---- | ---- | ---- | ---- | ---- | ---- | ---- | ---- |
| 184  | 141  | 144  | 155  | 211  | 234  | 299  | 317  | 330  |

| 2018 | 2022 | - | - | - | - | - | - | - |
| ---- | ---- | - | - | - | - | - | - | - |
| 331  | 325  | - | - | - | - | - | - | - |

La Houblonnière a compté jusqu'à 370 habitants en 1806.

## Culture locale et patrimoine

### Lieux et monuments

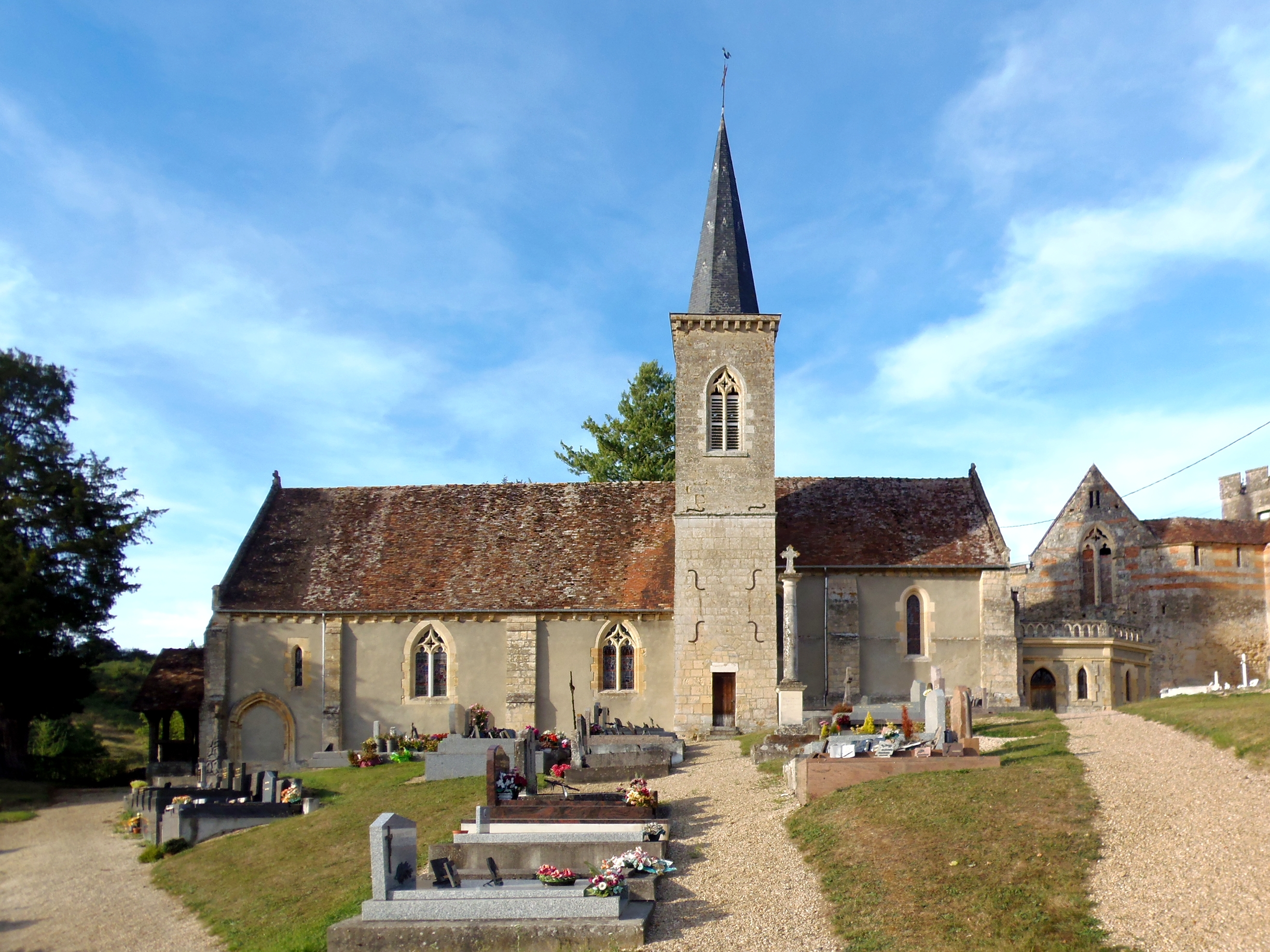
L'église et le cimetière.

La commune comprend un domaine en ruine dont les origines remontent à une commanderie templière bâtie le long de l'Algot.
Le château de La Houblonnière  des XVe et XVIIIe siècles et ses dépendances (chapelle, pressoir, grange…)  Inscrit MH (1927).
L'église Notre-Dame et son cimetière  Inscrit MH (1948), en partie du XIe siècle mais très remaniée.

### La Houblonnière dans les arts et la culture
La commanderie templière est au cœur d'un roman de chevalerie écrit par Pierre Efratas : Le Destin d'Ivanhoé.

### Personnalités liées à la commune
- Ranulphe de la Houblonnière, évêque de Paris, 1280-88[42].
- Jean-Baptiste Grandval (1803-1877), chimiste et pharmacien en chef des Hospices des Reims, professeur de chimie et de pharmacie à l'École de médecine de Reims,  inventeur d'un appareil à évaporer dans le vide, y est né.

## Pour approfondir